# Rädsla

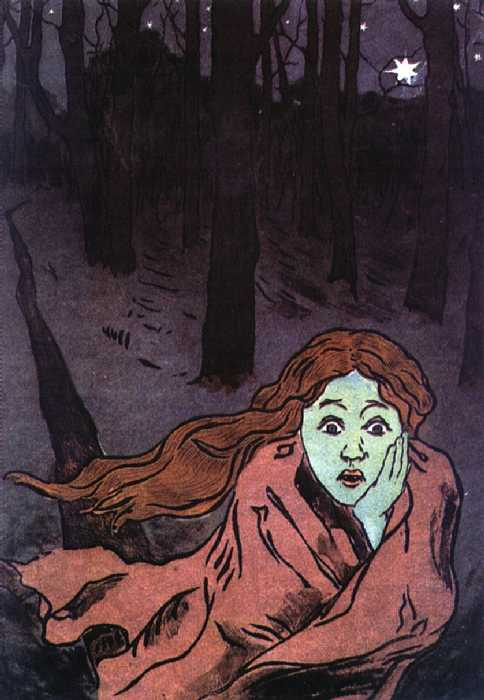
"Rädsla" (ryska: Страх), målning av Maria Jakuntjikova 1893-95.

Rädsla är en obehaglig känsla som uppstår vid hotfyllda situationer. Rädsla kan också förklaras som ett extremt ogillande av situationer, tillstånd, saker, människor och liknande, till exempel mörkerrädsla och rädslan att bli utsatt för brott. Rädsla varierar kraftigt från person till person, och kan sträcka sig från en mild känsla av oro till extrem rädsla, kallad paranoia, skräck eller fobi. 
Rädsla är ett fenomen från en beteendemodifikation, men fenomenet kan förklaras utan att rädsla kopplas till det. Att helt enkelt avvisa sin rädsla får ofta inte avsedd effekt. Man kan lära sig att bli rädd för saker, och detta är kopplat till det emotionella centret i hjärnan. Rädsla är en fundamental instinkt med koppling till neuronerna i amygdala i hjärnan.
Hos människor aktiveras rädslan av det sympatiska nervsystemet ("flykt eller kamp") då man möter en överlägsen fiende. Det sympatiska nervsystemet stimulerar då binjuremärgen att släppa ut adrenalin i kroppen så att man kan springa snabbare än annars. Om det skulle misslyckas, som till exempel att man blir tillfångatagen och kan inte fly, så kan rädslan omvandlas till ilska så att man kan försvara sig och ändå överleva.

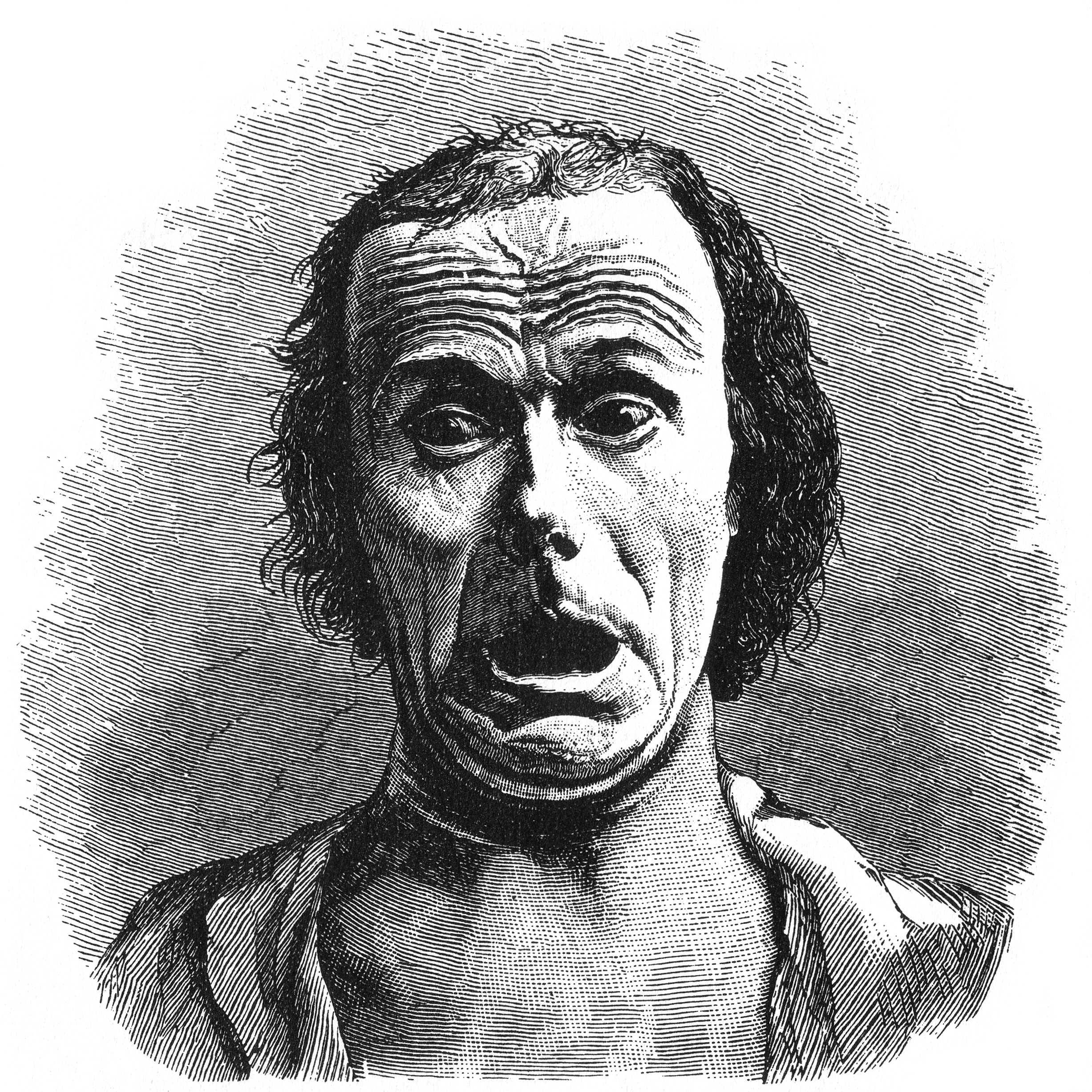
Tolkning av det mänskliga uttrycket rädsla i Charles Darwins bok The Expression of the Emotions in Man and Animals
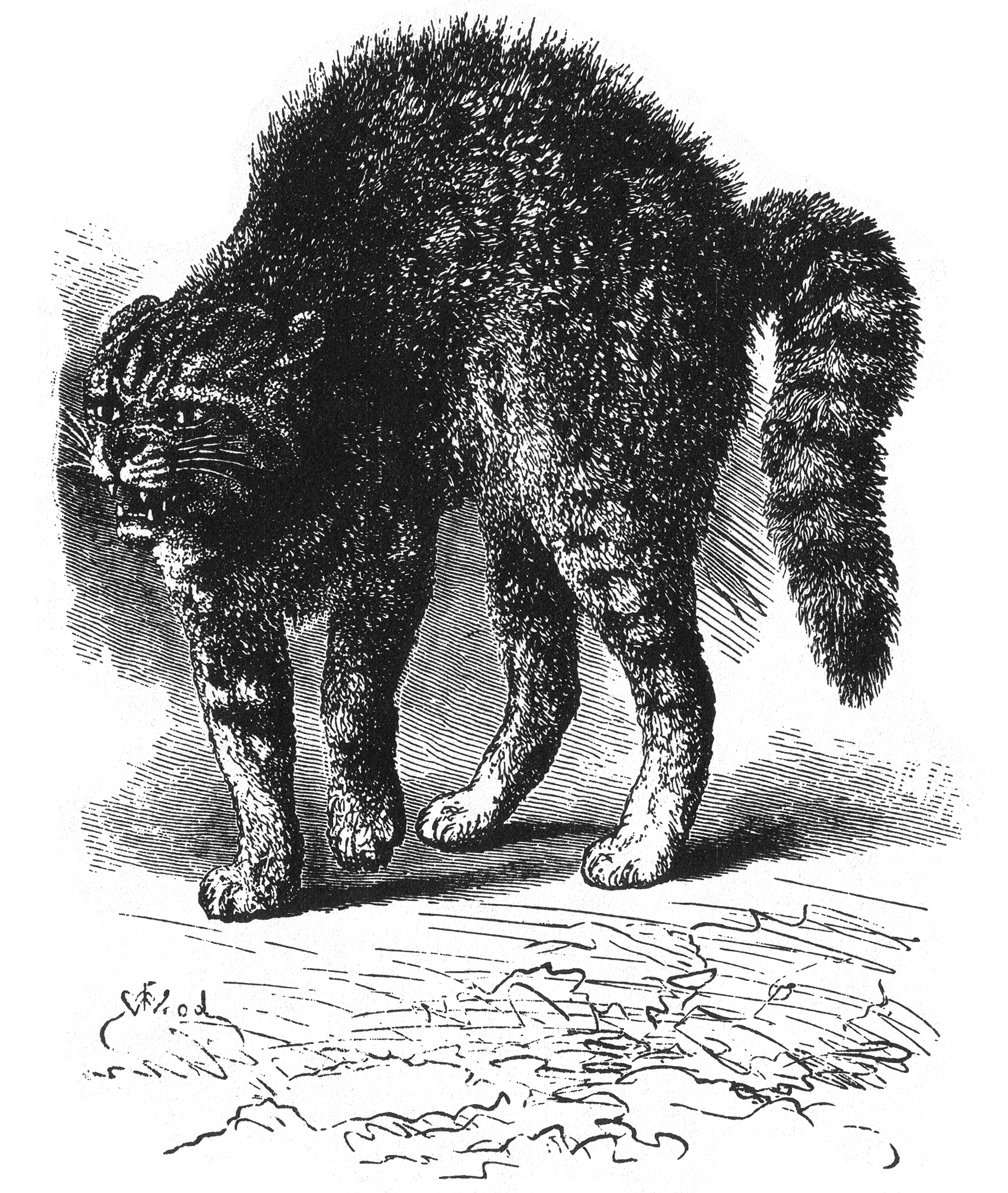
I samma bok finns den här bilden, som föreställer en rädd katt
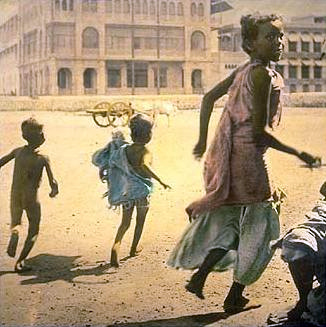
Fotografi av William Henry Jackson där personerna flyr från kameran av rädsla